# Prieuré de Moulins
Le prieuré de Moulins est un prieuré situé à Moulins, dans le département de l'Aisne, en France.

## Historique
Ce prieuré date du XIe siècle.
Le monument est inscrit, pour sa tour, au titre des monuments historiques depuis 1928.